# Цокто-Хангил
Цокто-Ханги́л (бур. Согто Хангил) — село в Агинском районе Забайкальского края России. Административный центр и единственный населённый пункт сельского поселения «Цокто-Хангил».

## География
Село находится в центральной части района, в пределах Цокто-Хангильской горной гряды, на расстоянии 26 км к юго-юго-востоку (SSE) от посёлка городского типа Агинское, административного центра района, на региональной автодороге 76К-002 Агинское — Нижний Цасучей. Абсолютная высота — 702 м над уровнем моря.

## История
В селе в 1978—1983 годах отбывал ссылку диссидент Владимир Семёнович Слепак.

## Население
| 2002  | 2010  | 2012  | 2013  | 2014  | 2015  | 2016  |
| ----- | ----- | ----- | ----- | ----- | ----- | ----- |
| 1423  | ↘1296 | ↘1264 | ↘1219 | ↘1200 | ↘1159 | ↘1136 |
| 2017  | 2018  | 2019  | 2020  | 2021  |       |       |
| ↘1125 | ↘1096 | ↘1083 | ↘1039 | ↘821  |       |       |

### Национальный состав
Согласно результатам переписи 2002 года, в национальной структуре населения буряты составляли 99 %.

## Улицы
| - пер. Банный, - пер. Глухой, - пер. Дондокова, - пер. Жабхара, - пер. Заправочный, - пер. Кузнечный, | - ул. Ленина, - ул. Мира, - ул. Набережная, - ул. Новая, - пер. Переселенческий, - ул. Подгорная, | - пер. Почтовый, - ул. Степная, - пер. Улан-Булакский, - пер. Учительский, - ул. Шоссейная, - пер. Южный. |

## Инфраструктура
В селе функционируют средняя общеобразовательная школа, детский сад, дом культуры, музей, музыкальная школа, дом обрядов, гостиница, ДЮСШ, парк культуры, врачебная амбулатория.

## Достопримечательности
- Мемориал погибшим в Великой Отечественной войне.
- Памятник В. И. Ленину[17].